# シモン・ポウルセン
シモン・ポウルセン（Simon Poulsen, 1984年10月7日 - ）は、デンマーク・スナボー出身の元デンマーク代表サッカー選手。現役時代のポジションはDF。

## 経歴
デンマーク・スーペルリーガのスナユスケでプロキャリアをスタートさせ、2005年に同国リーグのFCミッティランに移籍した。デンマーク・スーペルリーガ時代にはウィングの経験もある。その後2008年にはエールディヴィジ・AZアルクマールへ移籍し、2008-09シーズンのAZ優勝に貢献する。
デンマーク代表では、年代別の代表で活躍してきたアタッカー。2007年のA代表デビューから3試合プレーし、その後は長く代表から遠ざかっていたが、AZでの活躍もあり、主力候補だったミカエル・ヤコブセンが脱落し、主力不在となった左SB候補としてパトリック・ムティリガとともに呼び戻された。
2010 FIFAワールドカップではグループリーグ第1戦のオランダ戦でオウンゴールに絡んでしまうが、それ以外では献身的な動きで守備に貢献した。

## 代表歴

### 出場大会
- デンマーク代表
  - 2010 FIFAワールドカップ

### 試合数
- 国際Aマッチ 34試合 0得点（2007年-2015年）[1]

| デンマーク代表 | 国際Aマッチ | 国際Aマッチ |
| 年             | 出場        | 得点        |
| -------------- | ----------- | ----------- |
| 2007           | 6           | 0           |
| 2008           | 0           | 0           |
| 2009           | 0           | 0           |
| 2010           | 6           | 0           |
| 2011           | 6           | 0           |
| 2012           | 6           | 0           |
| 2013           | 4           | 0           |
| 2014           | 2           | 0           |
| 2015           | 4           | 0           |
| 通算           | 34          | 0           |

## タイトル
クラブ
AZアルクマール
- エールディヴィジ 2008-09

PSVアイントホーフェン
- エールディヴィジ 2015-16
- ヨハン・クライフ・スハール 2015